# Tehovec
Tehovec (en allemand : Klein Techow) est une commune du district de Prague-Est, dans la région de Bohême-Centrale, en République tchèque. Sa population s'élevait à 631 habitants en 2020.

## Géographie
Tehovec se trouve à 6 km à l'est-sud-est de Říčany et à 24 km au sud-est du centre de Prague.
La commune est limitée par Říčany et Babice au nord, par Mukařov à l'est, par Svojetice au sud-est, et par Tehov au sud-ouest et à l'ouest.

## Histoire
La première mention écrite de la localité date de 1373.

## Transports
Par la route, Tehovec se trouve à 6,5 km de Říčany et à 32 km du centre de Prague.